# Ferdinand Collmann
Ferdinand Collmann (né le 9 octobre 1762 à Berlin, mort le 28 août 1837 à Berlin) est un peintre prussien, également professeur.
Entre 1821 et 1837, il a été membre de l'Académie des arts de Berlin.
Il a réalisé entre-autres des portraits de Friedrich Nicolai, Johann Jakob Engel (1789), Ewald Friedrich von Hertzberg (1789), Daniel Nikolaus Chodowiecki (1790), Johann Erich Biester (1795) et Johann Georg Krünitz (1795).

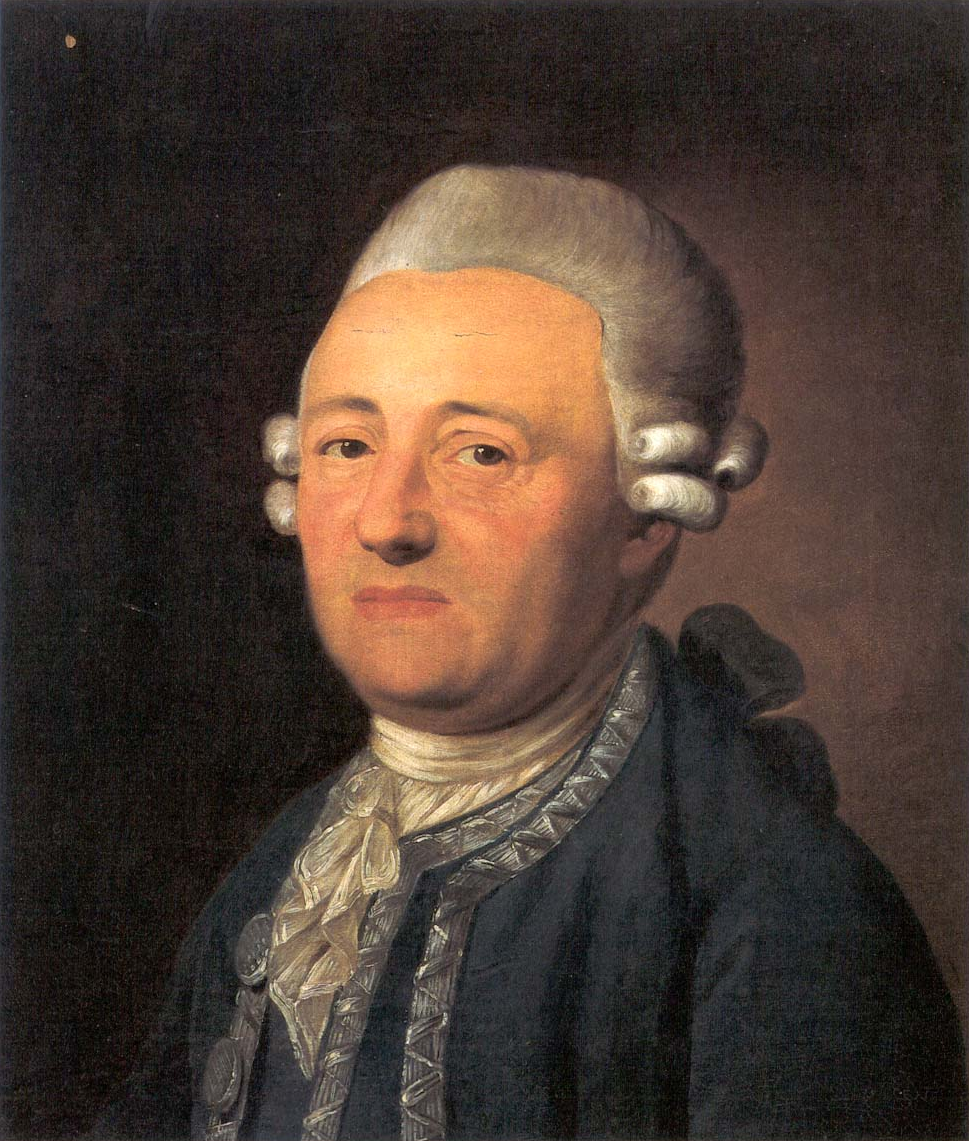
Portrait de J. G. Krünitz par Ferdinand Collmann.
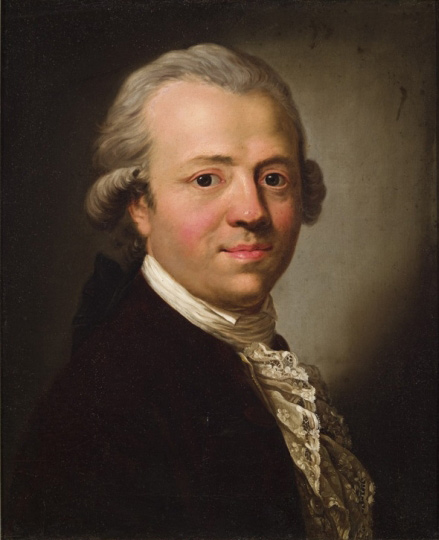
Portrait de Friedrich Nicolai.
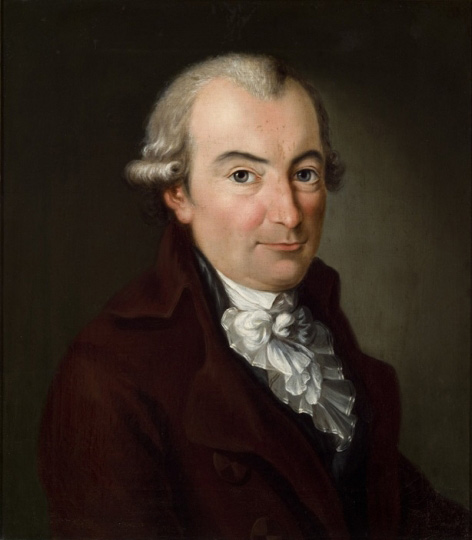
Portrait de Johann Erich Biester.